# La visigoda
La Visigoda es una novela histórica escrita por Isabel San Sebastián y ambientada en la Edad Media y la Reconquista española. En la novela salen algunos personajes reales como Abderramán I o Alfonso II «el Casto».

## Sinopsis
A finales del siglo VIII, Alana, la hija de la jefa de un clan astur y de un caballero visigodo, es requerida por un grupo de soldados del rey asturiano Mauregato para ser ofrecida como parte del tributo de las cien doncellas al emir de Córdoba, Abderramán I.

## Personajes
- Alana
- Índaro
- Vitulo

## Premios
- Premio «Ciudad de Cartagena» de novela histórica de 2007

- Datos: Q5965531